# 群馬社会保険事務局
群馬社会保険事務局（ぐんましゃかいほけんじむきょく）は、群馬県前橋市にあった社会保険庁の地方支分部局で、群馬県を管轄していた。

## 管内社会保険事務所等
- 群馬社会保険事務局前橋社会保険事務室（前橋社会保険事務所）
- 桐生社会保険事務所（群馬社会保険事務局桐生事務所）
- 高崎社会保険事務所
- 渋川社会保険事務所
- 太田社会保険事務所